# Polynôme de Neumann
En mathématiques, les polynômes de Neumann, introduits par Carl Neumann pour le cas particulier {\displaystyle \alpha =0}, sont une suite de polynômes dans {\displaystyle 1/t} utilisé pour le développement de fonctions en termes de fonctions de Bessel.
Les premiers polynômes sont
{\displaystyle O_{0}^{(\alpha )}(t)={\frac {1}{t}},}
{\displaystyle O_{1}^{(\alpha )}(t)=2{\frac {\alpha +1}{t^{2}}},}
{\displaystyle O_{2}^{(\alpha )}(t)={\frac {2+\alpha }{t}}+4{\frac {(2+\alpha )(1+\alpha )}{t^{3}}},}
{\displaystyle O_{3}^{(\alpha )}(t)=2{\frac {(1+\alpha )(3+\alpha )}{t^{2}}}+8{\frac {(1+\alpha )(2+\alpha )(3+\alpha )}{t^{4}}},}
{\displaystyle O_{4}^{(\alpha )}(t)={\frac {(1+\alpha )(4+\alpha )}{2t}}+4{\frac {(1+\alpha )(2+\alpha )(4+\alpha )}{t^{3}}}+16{\frac {(1+\alpha )(2+\alpha )(3+\alpha )(4+\alpha )}{t^{5}}}.}
Une forme généralisée du polynôme est
{\displaystyle O_{n}^{(\alpha )}(t)={\frac {\alpha +n}{2\alpha }}\sum _{k=0}^{\lfloor n/2\rfloor }(-1)^{n-k}{\frac {(n-k)!}{k!}}{-\alpha  \choose n-k}\left({\frac {2}{t}}\right)^{n+1-2k},}
et ils ont comme "fonction génératrice"
{\displaystyle {\frac {\left({\frac {z}{2}}\right)^{\alpha }}{\Gamma (\alpha +1)}}{\frac {1}{t-z}}=\sum _{n=0}O_{n}^{(\alpha )}(t)J_{\alpha +n}(z),}
où J désignent les fonctions de Bessel de première espèce.

## Approximation par une série de Fourier-Bessel
Pour développer une fonction f sous la forme
{\displaystyle f(z)=\sum _{n=0}a_{n}J_{\alpha +n}(z)\,}
pour {\displaystyle |z|<c}, on calcule
{\displaystyle a_{n}={\frac {1}{2\pi \mathrm {i} }}\oint _{|z|=c'}{\frac {\Gamma (\alpha +1)}{\left({\frac {z}{2}}\right)^{\alpha }}}f(z)O_{n}^{(\alpha )}(z)\,\mathrm {d} z,}
où {\displaystyle c'<c} et c est la distance entre la singularité la plus proche de {\displaystyle z^{-\alpha }f(z)} et {\displaystyle z=0}.

## Exemples
Un exemple est le prolongement
{\displaystyle \left({\frac {1}{2}}z\right)^{s}=\Gamma (s)\cdot \sum _{k=0}(-1)^{k}J_{s+2k}(z)(s+2k){-s \choose k},}
ou la formule de Sonine (en) plus générale
{\displaystyle {\mathrm {e} }^{\mathrm {i} \gamma z}=\Gamma (s)\cdot \sum _{k=0}{\mathrm {i} }^{k}C_{k}^{(s)}(\gamma )(s+k){\frac {J_{s+k}(z)}{\left({\frac {z}{2}}\right)^{s}}}.}
où {\displaystyle C_{k}^{(s)}} est le polynôme de Gegenbauer. Alors,[réf. nécessaire][Interprétation personnelle ?]
{\displaystyle {\frac {\left({\frac {z}{2}}\right)^{2k}}{(2k-1)!}}J_{s}(z)=\sum _{i=k}(-1)^{i-k}{i+k-1 \choose 2k-1}{i+k+s-1 \choose 2k-1}(s+2i)J_{s+2i}(z),}
{\displaystyle \sum _{n=0}t^{n}J_{s+n}(z)={\frac {{\mathrm {e} }^{\frac {tz}{2}}}{t^{s}}}\sum _{j=0}{\frac {\left(-{\frac {z}{2t}}\right)^{j}}{j!}}{\frac {\gamma \left(j+s,{\frac {tz}{2}}\right)}{\,\Gamma (j+s)}}=\int _{0}^{\infty }{\mathrm {e} }^{-{\frac {zx^{2}}{2t}}}{\frac {zx}{t}}{\frac {J_{s}(z{\sqrt {1-x^{2}}})}{{\sqrt {1-x^{2}}}^{s}}}\,\mathrm {d} x,}
la fonction hypergéométrique confluente
{\displaystyle M(a,s,z)=\Gamma (s)\sum _{k=0}^{\infty }\left(-{\frac {1}{t}}\right)^{k}L_{k}^{(-a-k)}(t){\frac {J_{s+k-1}\left(2{\sqrt {tz}}\right)}{({\sqrt {tz}})^{s-k-1}}},}
et en particulier
{\displaystyle {\frac {J_{s}(2z)}{z^{s}}}={\frac {4^{s}\Gamma \left(s+{\frac {1}{2}}\right)}{\sqrt {\pi }}}{\mathrm {e} }^{2\mathrm {i} z}\sum _{k=0}L_{k}^{(-s-1/2-k)}\left({\frac {\mathrm {i} t}{4}}\right)(4\mathrm {i} z)^{k}{\frac {J_{2s+k}\left(2{\sqrt {tz}}\right)}{{\sqrt {tz}}^{2s+k}}},}
la formule de décalage d'indice
{\displaystyle \Gamma (\nu -\mu )J_{\nu }(z)=\Gamma (\mu +1)\sum _{n=0}{\frac {\Gamma (\nu -\mu +n)}{n!\Gamma (\nu +n+1)}}\left({\frac {z}{2}}\right)^{\nu -\mu +n}J_{\mu +n}(z),}
le développement de Taylor (formule d'addition)
{\displaystyle {\frac {J_{s}\left({\sqrt {z^{2}-2uz}}\right)}{\left({\sqrt {z^{2}-2uz}}\right)^{\pm s}}}=\sum _{k=0}{\frac {(\pm u)^{k}}{k!}}{\frac {J_{s\pm k}(z)}{z^{\pm s}}},}
(cf. [Pas dans la source]) et le développement de l'intégrale de la fonction de Bessel,
{\displaystyle \int J_{s}(z)\mathrm {d} z=2\sum _{k=0}^{+\infty }J_{s+2k+1}(z),}
sont du même type.

## Voir également
- Fonction de Bessel
- Polynôme de Bessel
- Polynôme de Lommel
- Transformation de Hankel
- Série de Fourier généralisée
- Polynôme de Schläfli